# Dindigul (huyện)
Huyện Dindigul là một huyện thuộc bang Tamil Nadu, Ấn Độ. Thủ phủ huyện Dindigul đóng ở Dindigul. Huyện Dindigul có diện tích 6058 ki lô mét vuông. Đến thời điểm năm 2001, huyện Dindigul có dân số 1918960 người.